# Johan Harmenberg

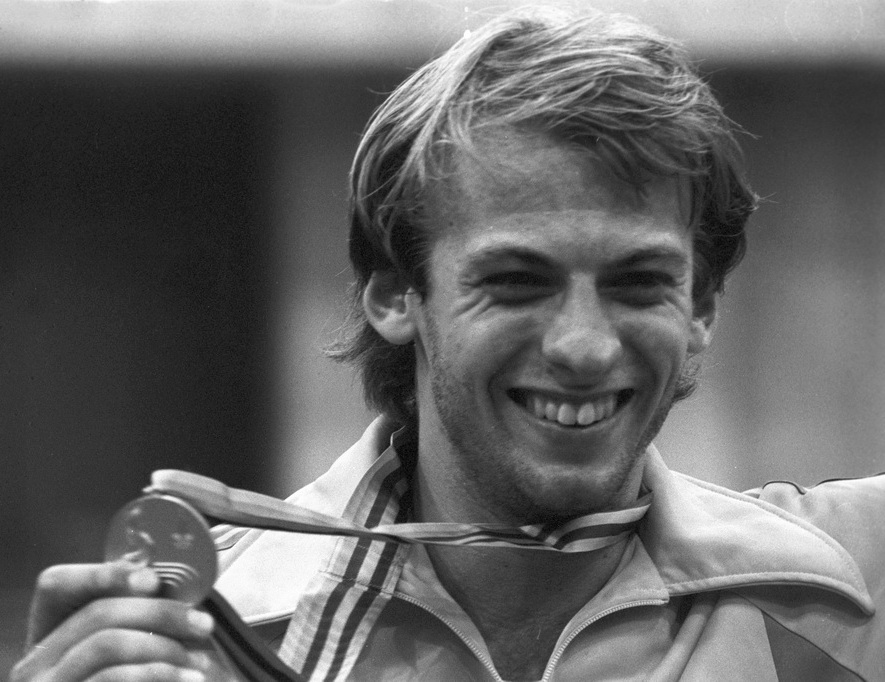
Johan Harmenberg, 1980

Johan Georg Harmenberg (* 8. September 1954 in Stockholm) ist ein ehemaliger schwedischer Fechter, der mit dem Degen 1980 die olympische Goldmedaille gewann.
Harmenberg focht für den Stockholmer Verein Föreningen för Fäktkonstens Främjande. 1976 konnte er sich nicht für die schwedische Mannschaft qualifizieren, die bei den Olympischen Spielen in Montreal die Goldmedaille gewann. Bei der Weltmeisterschaft 1977 in Buenos Aires stand er nicht nur in der schwedischen Mannschaft, sondern war ihr herausragender Fechter. Er siegte im Einzelwettbewerb vor seinem Landsmann Rolf Edling, in der Mannschaftswertung gewannen beide zusammen mit den Olympiasiegern Leif Högström und Hans Jacobson das Finale gegen die Schweiz.
Harmenberg gewann 1978 noch einmal Mannschaftsbronze bei der Weltmeisterschaft. 1977, 1979 und 1980 siegte er in einem Weltcupwettbewerb im Einzel, 1977 und 1980 mit der Mannschaft. Bei den Olympischen Spielen 1980 in Moskau siegte Harmenberg in der Einzelwertung, er ist bis heute (Stand 2008) der einzige schwedische Fechtolympiasieger im Einzel. Die Mannschaft in der gleichen Aufstellung wie 1977 verlor in der zweiten Runde gegen die Polen und belegte am Ende den fünften Platz. 1981 beendete Harmenberg seine Karriere und konzentrierte sich auf sein Medizinstudium. 1997 wurde Johan Harmenberg in die International Jewish Sports Hall of Fame aufgenommen.
Harmenberg hatte bereits während seiner Karriere zwei Jahre am Massachusetts Institute of Technology studiert. Heute ist Harmenberg ein renommierter Arzt in Stockholm mit verschiedenen Veröffentlichungen auf dem Gebiet der Immunologie.